# Campionati mondiali di sci nordico 1997
I Campionati mondiali di sci nordico 1997, quarantunesima edizione della manifestazione, si svolsero dal 21 febbraio al 2 marzo a Trondheim, in Norvegia. Vennero assegnati quindici titoli.
Rispetto all'edizione precedente furono introdotte alcune variazioni nel programma dello sci di fondo: la 30 km maschile e la 15 km femminile si disputarono in tecnica libera anziché in tecnica classica, mentre la 50 km maschile e la 30 km femminile si disputarono in tecnica classica anziché in tecnica libera.

## Risultati

### Uomini

#### Combinata nordica

##### Individuale
| Posizione | Atleta           | Nazione   | Tempo   |
| --------- | ---------------- | --------- | ------- |
| 1         | Kenji Ogiwara    | Giappone  | 43:43,1 |
| 2         | Bjarte Engen Vik | Norvegia  | 44:13,9 |
| 3         | Fabrice Guy      | Francia   | 45:12,5 |
| 4         | Ago Markvardt    | Estonia   | 45:20,8 |
| 5         | Roman Perko      | Slovenia  | 45:21,4 |
| 6         | Hannu Manninen   | Finlandia | 45:32,5 |

22 febbraio

Trampolino: Granåsen K90

Fondo: 15 km

##### Gara a squadre
| Posizione | Nazione     | Atleti                                                               | Tempo   |
| --------- | ----------- | -------------------------------------------------------------------- | ------- |
| 1         | Norvegia    | Halldor Skard Bjarte Engen Vik Knut Tore Apeland Fred Børre Lundberg | 52:18,0 |
| 2         | Finlandia   | Jari Mantila Tapio Nurmela Samppa Lajunen Hannu Manninen             | 53:03,6 |
| 3         | Austria     | Christoph Eugen Felix Gottwald Mario Stecher Robert Stadelmann       | 53:30,9 |
| 4         | Rep. Ceca   | Ladislav Rygl Jan Matura Milan Kučera František Máka                 | 54:57,1 |
| 5         | Stati Uniti | Dave Jarrett Ryan Heckman Tim Tetreault Todd Lodwick                 | 55:05,6 |
| 6         | Germania    | Jens Gaiser Georg Hettich Matthias Looß Jens Deimel                  | 55:24,2 |

23 febbraio

Trampolino: Granåsen K90

Fondo: 4x5 km

#### Salto con gli sci

##### Trampolino normale
| Posizione | Atleta             | Nazione   | Punti |
| --------- | ------------------ | --------- | ----- |
| 1         | Janne Ahonen       | Finlandia | 263,5 |
| 2         | Masahiko Harada    | Giappone  | 258,5 |
| 3         | Andreas Goldberger | Austria   | 257,0 |
| 4         | Kazuyoshi Funaki   | Giappone  | 256,0 |
| 5         | Robert Mateja      | Polonia   | 254,0 |
| 6         | Didier Mollard     | Francia   | 253,5 |

22 febbraio

Trampolino: Granåsen K90

##### Trampolino lungo
| Posizione | Atleta            | Nazione   | Punti |
| --------- | ----------------- | --------- | ----- |
| 1         | Masahiko Harada   | Giappone  | 252,1 |
| 2         | Dieter Thoma      | Germania  | 244,9 |
| 3         | Sylvain Freiholz  | Svizzera  | 237,3 |
| 4         | Ari-Pekka Nikkola | Finlandia | 235,5 |
| 5         | Nicolas Dessum    | Francia   | 234,5 |
| 6         | Roar Ljøkelsøy    | Norvegia  | 234,3 |

1º marzo

Trampolino: Granåsen K120

##### Gara a squadre
| Posizione | Nazione   | Atleti                                                                 | Punti |
| --------- | --------- | ---------------------------------------------------------------------- | ----- |
| 1         | Finlandia | Ari-Pekka Nikkola Jani Soininen Mika Laitinen Janne Ahonen             | 955,3 |
| 2         | Giappone  | Kazuyoshi Funaki Takanobu Okabe Masahiko Harada Hiroya Saitō           | 905,0 |
| 3         | Germania  | Christof Duffner Martin Schmitt Hansjörg Jäkle Dieter Thoma            | 845,6 |
| 4         | Austria   | Stefan Horngacher Martin Höllwarth Andreas Widhölzl Andreas Goldberger | 840,9 |
| 5         | Norvegia  | Håvard Lie Roar Ljøkelsøy Espen Bredesen Lasse Ottesen                 | 799,0 |
| 6         | Slovenia  | Robert Meglič Blaž Vrhovnik Peter Žonta Primož Peterka                 | 791,1 |

27 febbraio

Trampolino: Granåsen K120

#### Sci di fondo

##### 10 km
| Posizione | Atleta             | Nazione    | Tempo   |
| --------- | ------------------ | ---------- | ------- |
| 1         | Bjørn Dæhlie       | Norvegia   | 23:41,8 |
| 2         | Aleksej Prokurorov | Russia     | 24:09,7 |
| 3         | Mika Myllylä       | Finlandia  | 24:14,2 |
| 4         | Vladimir Smirnov   | Kazakistan | 24:18,8 |
| 5         | Sture Sivertsen    | Norvegia   | 24:29,9 |
| 6         | Fulvio Valbusa     | Italia     | 24:37,5 |

24 febbraio

Tecnica classica

##### 30 km
| Posizione | Atleta                | Nazione  | Tempo     |
| --------- | --------------------- | -------- | --------- |
| 1         | Aleksej Prokurorov    | Russia   | 1:06:28,2 |
| 2         | Bjørn Dæhlie          | Norvegia | 1:06:45,6 |
| 3         | Thomas Alsgaard       | Norvegia | 1:06:49,2 |
| 4         | Pietro Piller Cottrer | Italia   | 1:07:12,8 |
| 5         | Fulvio Valbusa        | Italia   | 1:07:35,7 |
| 6         | Johann Mühlegg        | Germania | 1:07:41,4 |

21 febbraio

Tecnica libera

##### 50 km
| Posizione | Atleta             | Nazione   | Tempo     |
| --------- | ------------------ | --------- | --------- |
| 1         | Mika Myllylä       | Finlandia | 2:16:37,5 |
| 2         | Erling Jevne       | Norvegia  | 2:17:32,4 |
| 3         | Bjørn Dæhlie       | Norvegia  | 2:18:36,0 |
| 4         | Aleksej Prokurorov | Russia    | 2:19:50,1 |
| 5         | Sture Sivertsen    | Norvegia  | 2:20:31,4 |
| 6         | Anders Bergström   | Svezia    | 2:21:02,8 |

2 marzo

Tecnica classica

##### Inseguimento 25 km
| Posizione | Atleta             | Nazione   | Tempo     |
| --------- | ------------------ | --------- | --------- |
| 1         | Bjørn Dæhlie       | Norvegia  | 1:00:11,1 |
| 2         | Mika Myllylä       | Finlandia | 1:01:01,2 |
| 3         | Aleksej Prokurorov | Russia    | 1:01:01,8 |
| 4         | Thomas Alsgaard    | Norvegia  | 1:01:22,0 |
| 5         | Fulvio Valbusa     | Italia    | 1:01:24,4 |
| 6         | Jari Isometsä      | Finlandia | 1:01:30,0 |

24-25 febbraio

10 km a tecnica classica + 15 km a tecnica libera

##### Staffetta 4x10 km
| Posizione | Nazione   | Atleti                                                              | Tempo     |
| --------- | --------- | ------------------------------------------------------------------- | --------- |
| 1         | Norvegia  | Sture Sivertsen Erling Jevne Bjørn Dæhlie Thomas Alsgaard           | 1:37:06,1 |
| 2         | Finlandia | Harri Kirvesniemi Mika Myllylä Jari Räsänen Jari Isometsä           | 1:39:17,3 |
| 3         | Italia    | Giorgio Di Centa Silvio Fauner Pietro Piller Cottrer Fulvio Valbusa | 1:39:56,9 |
| 4         | Russia    | Sergej Čepikov Sergej Čermych Maksim Pičugin Aleksej Prokurorov     | 1:39:57,1 |
| 5         | Svezia    | Mathias Fredriksson Anders Bergström Torgny Mogren Henrik Forsberg  | 1:40:43,1 |
| 6         | Germania  | Uwe Bellmann Jochen Behle René Sommerfeldt Johann Mühlegg           | 1:40:43,2 |

28 febbraio

### Donne

#### Sci di fondo

##### 5 km
| Posizione | Atleta              | Nazione   | Tempo   |
| --------- | ------------------- | --------- | ------- |
| 1         | Elena Välbe         | Russia    | 13:32,7 |
| 2         | Stefania Belmondo   | Italia    | 13:35,0 |
| 3         | Ol'ga Danilova      | Russia    | 13:37,7 |
| 4         | Nina Gavryljuk      | Russia    | 13:40,8 |
|           | Larisa Lazutina     | Russia    | 13:40,8 |
| 6         | Kateřina Neumannová | Rep. Ceca | 13:42,2 |

23 febbraio

Tecnica classica

##### 15 km
| Posizione | Atleta              | Nazione   | Tempo   |
| --------- | ------------------- | --------- | ------- |
| 1         | Elena Välbe         | Russia    | 36:28,2 |
| 2         | Stefania Belmondo   | Italia    | 36:39,1 |
| 3         | Kateřina Neumannová | Rep. Ceca | 36:42,0 |
| 4         | Ol'ga Danilova      | Russia    | 37:13,2 |
| 5         | Nina Gavryljuk      | Russia    | 37:19,5 |
| 6         | Ljubov' Egorova     | Russia    | 37:34,2 |

21 febbraio

Tecnica libera

##### 30 km
| Posizione | Atleta             | Nazione  | Tempo     |
| --------- | ------------------ | -------- | --------- |
| 1         | Elena Välbe        | Russia   | 1:23:04,9 |
| 2         | Stefania Belmondo  | Italia   | 1:23:33,2 |
| 3         | Marit Mikkelsplass | Norvegia | 1:24:55,7 |
| 4         | Larisa Lazutina    | Russia   | 1:24:56,1 |
| 5         | Anita Moen         | Norvegia | 1:24:57,7 |
| 6         | Ol'ga Danilova     | Russia   | 1:25:40,5 |

1º marzo

Tecnica classica

##### Inseguimento 15 km
| Posizione | Atleta              | Nazione   | Tempo   |
| --------- | ------------------- | --------- | ------- |
| 1         | Elena Välbe         | Russia    | 39:13,5 |
| 2         | Stefania Belmondo   | Italia    | 39:13,5 |
| 3         | Nina Gavryljuk      | Russia    | 39:32,1 |
| 4         | Kateřina Neumannová | Rep. Ceca | 39:33,2 |
| 5         | Ol'ga Danilova      | Russia    | 39:43,1 |
| 6         | Larisa Lazutina     | Russia    | 40:47,0 |

23-24 febbraio

5 km a tecnica classica + 10 km a tecnica libera

##### Staffetta 4x5 km
| Posizione | Nazione   | Atlete                                                              | Tempo   |
| --------- | --------- | ------------------------------------------------------------------- | ------- |
| 1         | Russia    | Ol'ga Danilova Larisa Lazutina Nina Gavryljuk Elena Välbe           | 56:40,2 |
| 2         | Norvegia  | Bente Skari Marit Mikkelsplass Elin Nilsen Trude Dybendahl          | 56:56,2 |
| 3         | Finlandia | Riikka Sirviö Tuulikki Pyykkönen Kati Pulkkinen Satu Salonen        | 57:38,0 |
| 4         | Italia    | Gabriella Paruzzi Stefania Belmondo Sabina Valbusa Manuela Di Centa | 57:41,4 |
| 5         | Rep. Ceca | Jana Saldová Iveta Zelingerová Zuzana Kocumová Kateřina Neumannová  | 58:16,6 |
| 6         | Germania  | Manuela Henkel Anke Reschwamm-Schulze Constanze Blum Kati Wilhelm   | 58:43,6 |

28 febbraio

## Medagliere per nazioni
| Posizione | Nazione   | Oro | Argento | Bronzo | Totale |
| --------- | --------- | --- | ------- | ------ | ------ |
| 1         | Russia    | 6   | 1       | 3      | 10     |
| 2         | Norvegia  | 4   | 4       | 3      | 11     |
| 3         | Finlandia | 3   | 3       | 2      | 8      |
| 4         | Giappone  | 2   | 2       | 0      | 4      |
| 5         | Italia    | 0   | 4       | 1      | 5      |
| 6         | Germania  | 0   | 1       | 1      | 2      |
| 7         | Austria   | 0   | 0       | 2      | 2      |
| 8         | Rep. Ceca | 0   | 0       | 1      | 1      |
|           | Francia   | 0   | 0       | 1      | 1      |
|           | Svizzera  | 0   | 0       | 1      | 1      |